# Хурбанова Вес
Хурбанова Вес (слч. Hurbanova Ves) насељено је мјесто са административним статусом сеоске општине (слч. obec) у округу Сењец, у Братиславском крају, Словачка Република.

## Становништво
| Година:    | 1994. | 2004.    | 2014.    | 2024.     |
| ---------- | ----- | -------- | -------- | --------- |
| Број људи: | 212   | 263      | 303      | 702       |
| Разлика:   |       | +24,05 % | +15,20 % | +131,68 % |

| Година:    | 2023. | 2024.   |
| ---------- | ----- | ------- |
| Број људи: | 682   | 702     |
| Разлика:   |       | +2,93 % |

Према подацима о броју становника из 2011. године насеље је имало 284 становника.